# Jean Longnon
Jean Longnon (París, 5 de julio de 1887-París, 31 de octubre de 1979), fue un archivista, paleógrafo, historiador y periodista francés. Fue conservador de la biblioteca del Instituto de Francia y responsable de diversas obras sobre la historia del Principado de Acaya.

## Biografía
Formado en la École Nationale des Chartes, fue uno de los colaboradores de la Revue critique des idées et des livres de Jean Rivain y Eugène Marsan. Próximo a la Action française, colaboró en un estudio crítico de Georges Valois y François Renié sobre los libros de texto escolares de la Tercera República.
Desde 1934, fue bibliotecario y posteriormente conservador de la biblioteca del Instituto de Francia (1945-1954). Posteriormente, fue bibliotecario del Museo Condé de Chantilly (1954-1966). Historiador, especialista en la Edad Media y el Grand Siècle, dejó numerosas obras y artículos de gran erudición.
El 26 de julio de 1935, Jean Longnon fue nombrado caballero de la Legión de Honor en la clase tricentenaria de la Academia Francesa y del Museo de Historia Natural.
En 1966, recibió el Prix d'Aumale, tanto de la Académie française como de la Académie des sciences morales et politiques.

## Publicaciones
- Les compagnons de Villehardouin : recherche sur les Croisés de la quatrième croisade, Genève, 1978.
- L’Empire Latin de Constantinople et la Principauté de Morée, Paris, Payot, 1949.

- Prix Gobert 1950 de l’Académie des inscriptions et belles-lettres.
- « Le rattachement de la principauté de Morée au royaume de Sicile en 1267 », Journal des Savants, Juillet-Septembre 1942, p. 134-143.
- Recherches sur la vie de Geoffroy de Villehardouin suivies du catalogue des actes des Villehardouin, Paris, 1939.
- Les Français d’outre-mer au Moyen Âge. Essai sur l’expansion française dans le bassin de la Méditerranée, Paris, 1929.